# Calleulype leechi
Calleulype leechi är en fjärilsart som beskrevs av Felix Bryk 1948. Calleulype leechi ingår i släktet Calleulype och familjen mätare. Inga underarter finns listade i Catalogue of Life.